# Saintin z Meaux
Svatý Saintin z Meaux (uváděn také jako Santin, Sanctin nebo Sanktin, franc. Saint-Santin de Meaux, lat. Sanctinus, 270 – 356, Meaux) byl franský biskup, misionář a mučedník.

## Život
Svatý Saintin byl žákem svatého Diviše. Ten ho poslal jako misionáře do Beauce a Brie. Při misijní cestě prošel obcí Auteuil-le-Roi, kde evangelizoval tamní pohanské obyvatelstvo coby první misionář na tomto území.
Kolem roku 346 se stal prvním biskupem verdunské diecéze, ve které působil 25 let.
Jako biskup postavil v roce 332 první křesťanskou kapli zasvěcenou svatým Petru a Pavlovi na Mont Saint Vanne na místě pohanského chrámu. Bérenger, biskup v letech 940-962, zde založil první benediktinské opatství, zasvěcené svatému Vannemu (8. biskup Verdunu v letech 502-529). Opatství se stalo význačným centrem spirituality a kultury v roce 1791; roku 1837 bylo opatství zničeno.
Podle tradice byl Diviš prvním biskupem nově zřízené diecéze Meaux. Po něm se stal biskupem svatý Saintin a po něm svatý Antonius. Svatý Saintin zemřel ve vězení v Meaux.

## Úcta
V 11. století byly jeho ostatky převezeny do Verdunské katedrály. Relikviář s jeho zubem ze 16. století byl předmětem mnoha procesí v době sucha, kdy se věřící modlili k svatému Saintinu o přímluvu za déšť. Relikviář během revoluce zmizel. Později byl nalezen ve městě Nancy. Biskup Jean-Pierre Pagis (biskup ve Verdunu v letech 1898-1908) se postaral o to, aby byl relikviář vrácen do katedrály, kde je dodnes.
Církevní svátek (ve stupni liturgického slavení památka) svatého Saintina připadá podle římského martyrologia na 22. září.
Oslava svátku svatého Saintina se již dlouho udržuje v obci Auteuil-le-Roi. 22. září se zde koná pouť ke svatému Saintinovi. V kostele Sainte-Éparche v Auteuilu začíná modlitba, následuje procesí od kostela ke kapli, kde se slouží mše svatá. Tato pouť probouzí rok od roku stále větší zájem lidí.

### KostelyzasvěcenéSv. Saintinu
- farní kostel v Mogeville[4]
- kostel ve Vaux-lès-Palameix
- kostel Panny Marie a Sv. Santina v Courgeonu[5]
- kaple v Auteuil-le-Roi
- kaple svatého Santina v Bellême

## Galerie

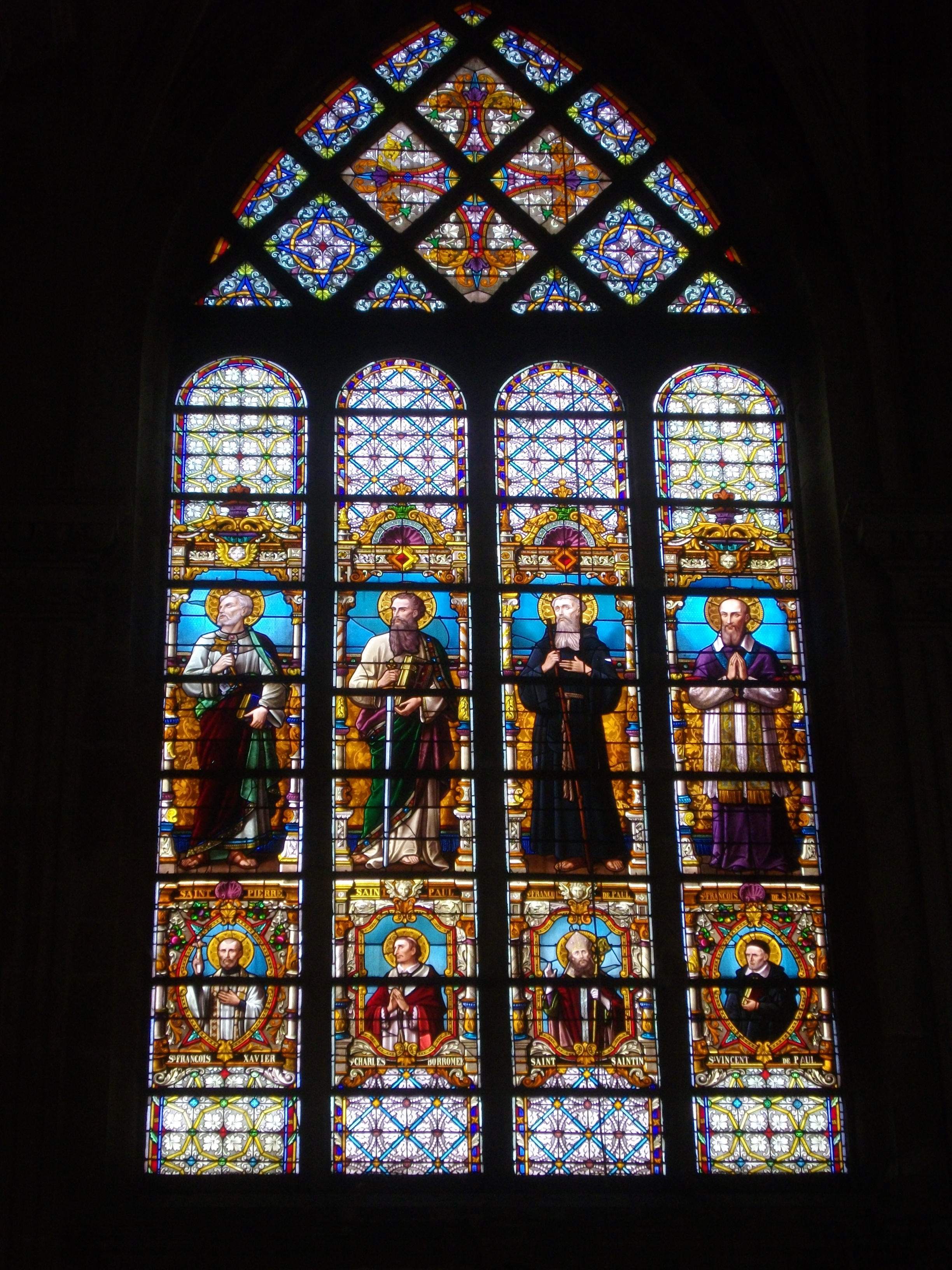
Svatí ve vitrážovém okně v klášterním kostele sv. Michaela v Saint-Mihiel. Horní řada: sv. Petr, sv. Pavel, sv. František z Pauly, sv. František Saleský, Dolní řada: sv. František Xaverský, sv. Karel Boromejský, sv. Saintin, sv. Vincenc z Pauly
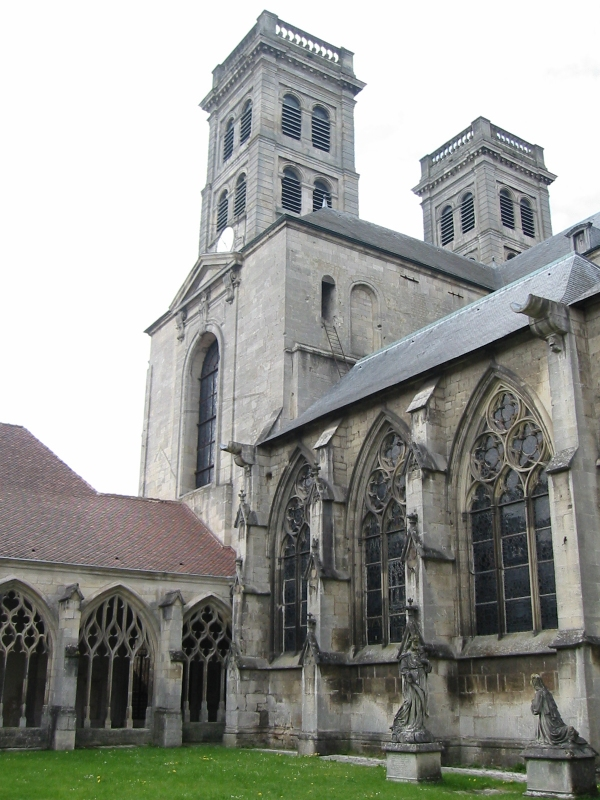
Katedrála ve Verdunu. Zde je uchováván v relikviáři zub sv. Santina
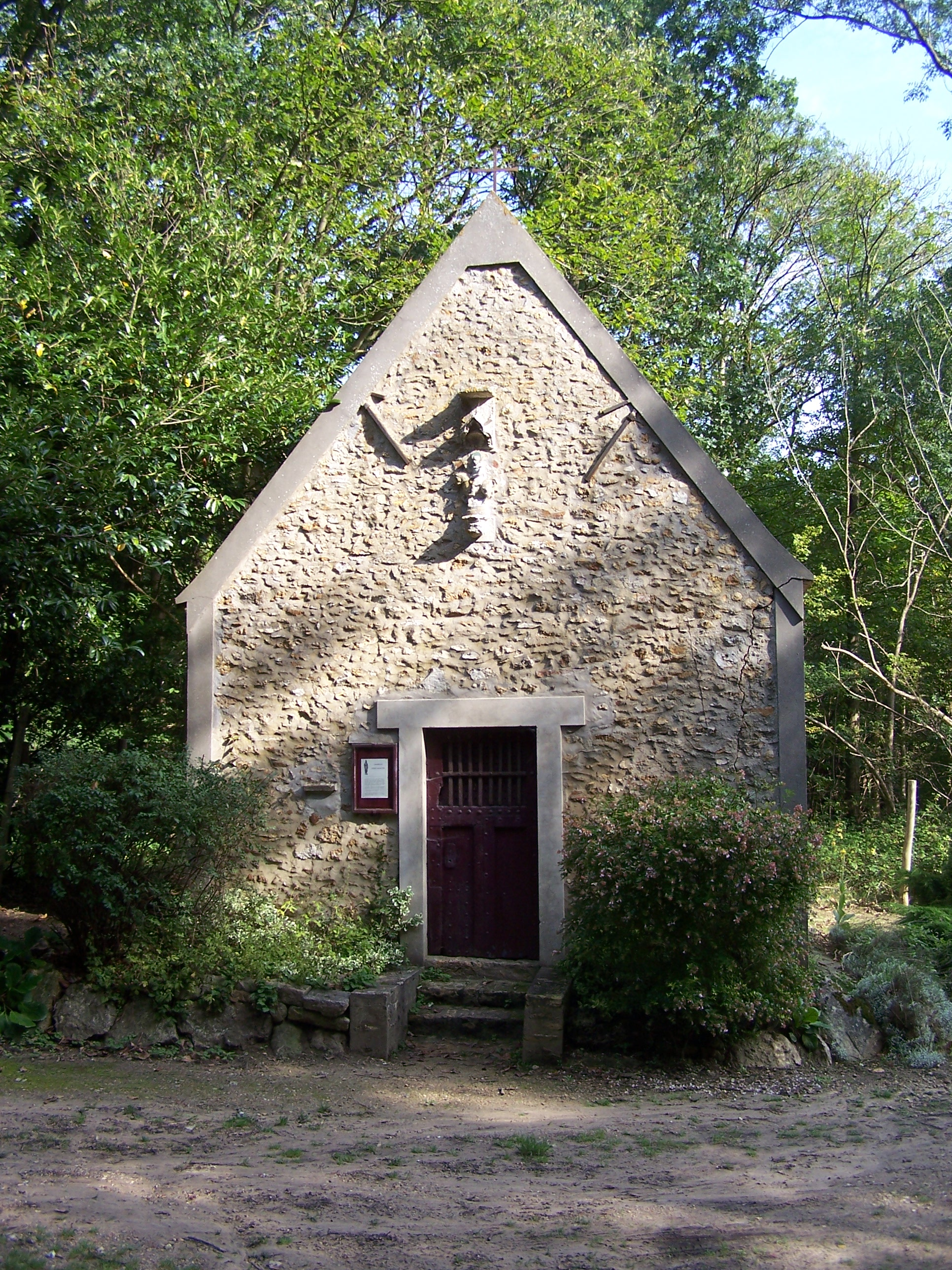
Kaple Svatého Santina v Auteuilu
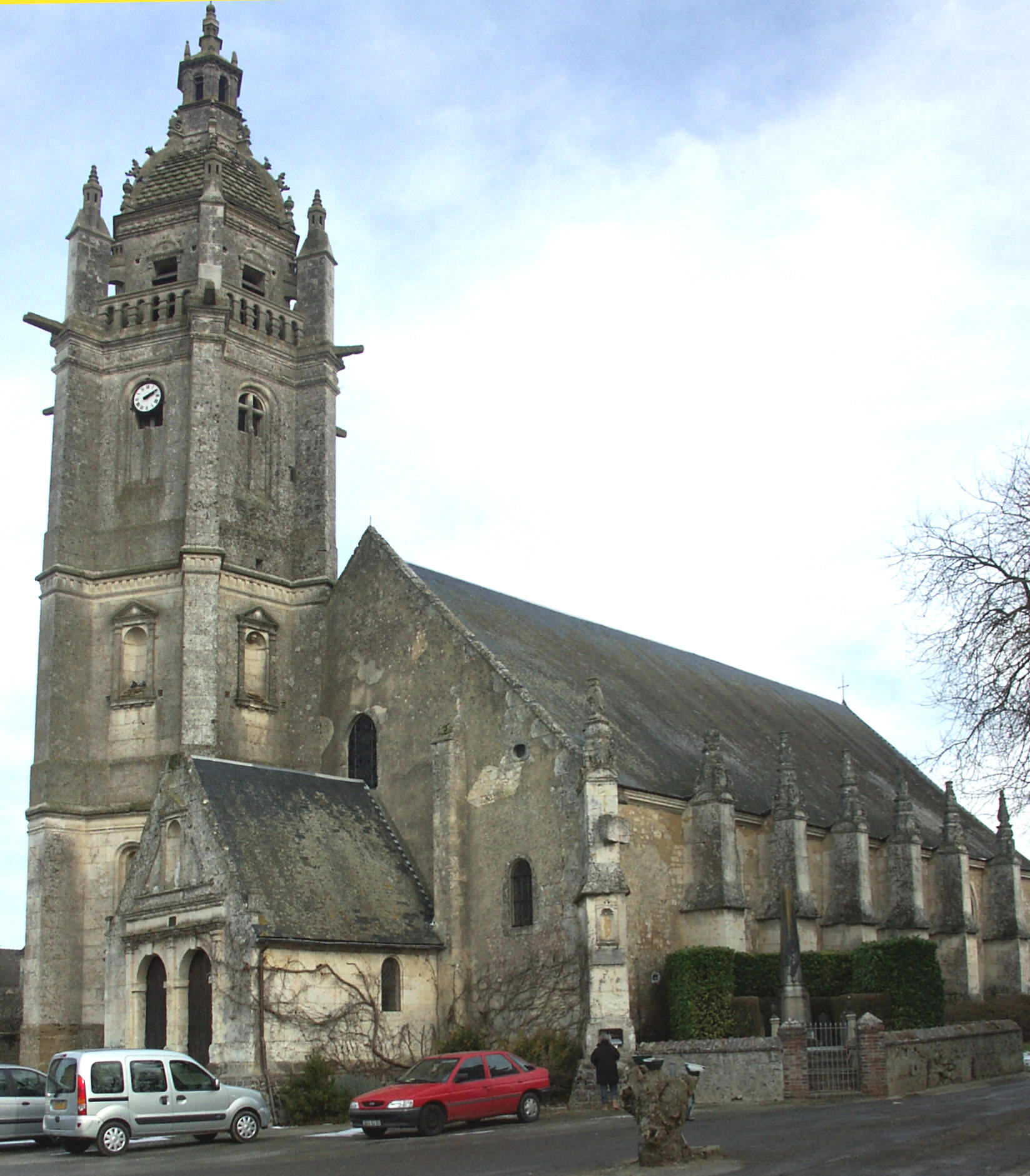
Kostel Notre-Dame et Saint-Santin (Panny Marie a Sv. Santina) v Courgeonu
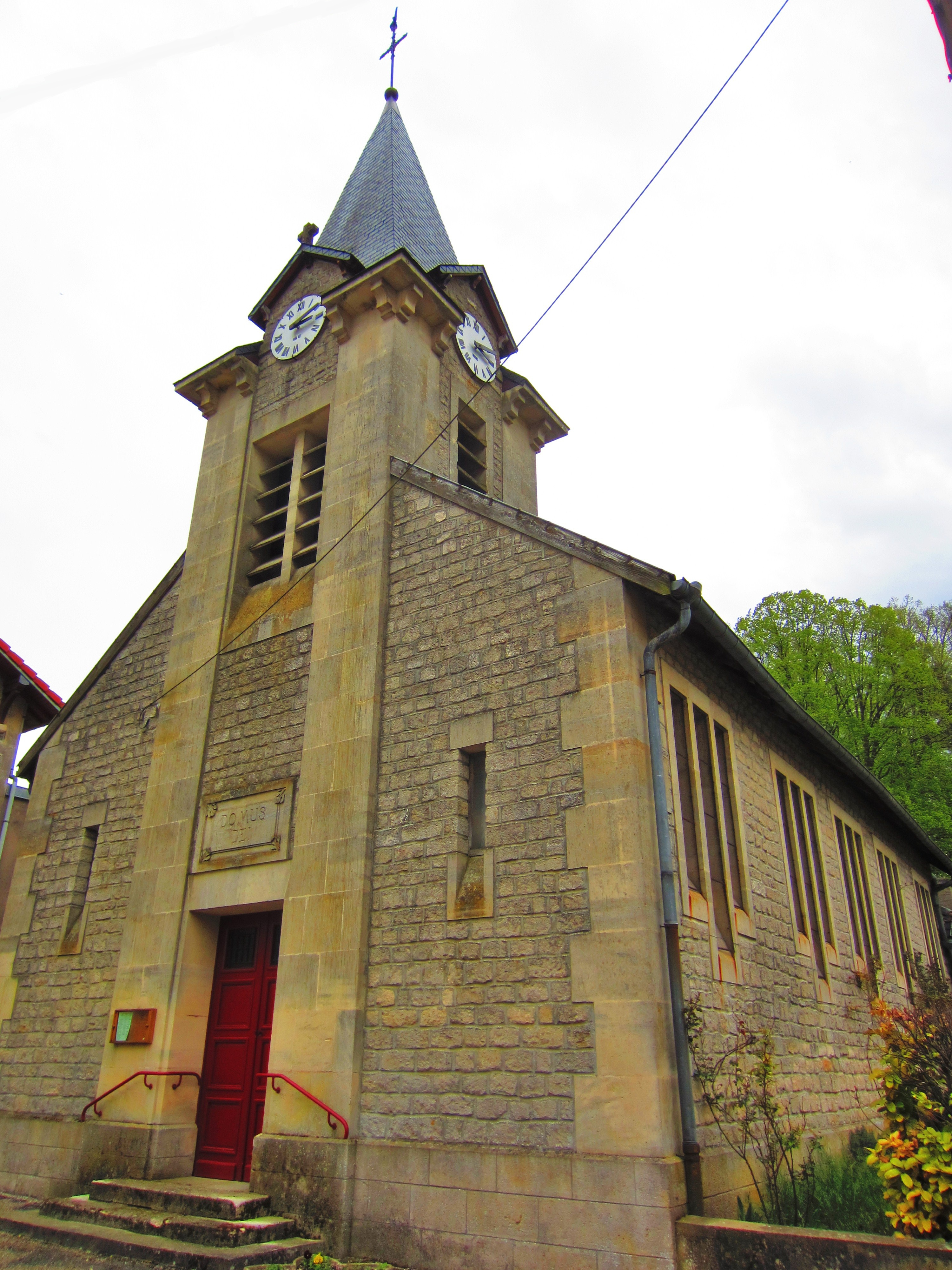
Kostel svatého Santina ve Vaux-lès-Palameix